# Kjetil Jansrud

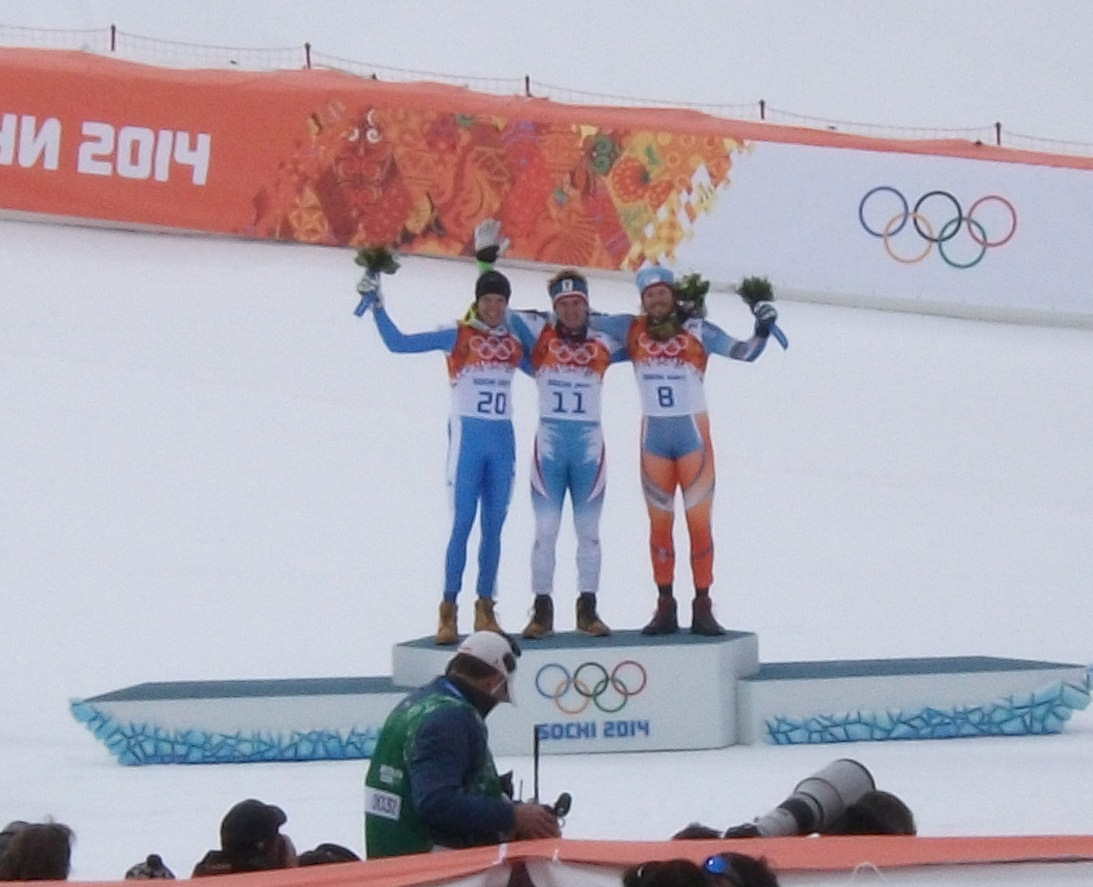
Jansrud (rechts) op het podium tijdens de Olympische Winterspelen 2014.

Kjetil Jansrud (Stavanger, 28 augustus 1985) is een Noorse alpineskiër. Hij vertegenwoordigde zijn vaderland op de Olympische Winterspelen 2006, 2010, 2014 en 2018.

## Carrière
Jansrud maakte zijn wereldbekerdebuut in januari 2003 in Wengen, een jaar later scoorde hij in Flachau zijn eerste wereldbekerpunten. Op de wereldkampioenschappen alpineskiën 2005 in Bormio startte de Noor enkel op de slalom, hij wist de finish echter niet te bereiken. In december 2005 eindigde Jansrud in Beaver Creek als vierde op de slalom, deze prestatie betekende zijn eerste toptien klassering in de wereldbeker. Tijdens de Olympische Winterspelen van 2006 in Turijn eindigde de Noor als tiende op de combinatie, op de reuzenslalom wist hij niet finishen.
In januari 2009 stond Jansrud in Adelboden voor de eerste maal in zijn carrière op het podium tijdens een wereldbekerwedstrijd. In Val d'Isère nam de Noor deel aan de wereldkampioenschappen alpineskiën 2009, op dit toernooi eindigde hij als negende op de supercombinatie. Tijdens de Olympische Winterspelen van 2010 in Vancouver veroverde hij de zilveren medaille op de reuzenslalom. Daarnaast eindigde hij als negende op de supercombinatie, als twaalfde op de super-G, als zeventiende op de slalom en als 31e op de afdaling.
Op de wereldkampioenschappen alpineskiën 2011 in Garmisch-Partenkirchen eindigde Jansrud als vijfde op de reuzenslalom en als tiende op de supercombinatie. Op 4 maart 2012 boekte de Noor in Kvitfjell zijn eerste wereldbekerzege. In Schladming nam hij deel aan de wereldkampioenschappen alpineskiën 2013. Op dit toernooi viel hij uit op de super-G, zijn enige onderdeel. Tijdens de Olympische Winterspelen 2014 in Sotsji werd Jansrud olympisch kampioen op de Super G en behaalde hij de bronzen medaille op de afdaling, daarnaast eindigde hij als vierde op de supercombinatie.
Op de Wereldkampioenschappen alpineskiën 2015 in Beaver Creek behaalde de Noor de zilveren medaille op de combinatie, daarnaast eindigde hij als vierde op de super-G en als vijftiende op de afdaling. Hij won het eindklassement van de wereldbeker alpineskiën 2014/2015 in de afdaling en de super G. In de algemene wereldbeker eindigde hij op de tweede plaats, achter Marcel Hirscher. In Sankt Moritz nam Jansrud deel aan de wereldkampioenschappen alpineskiën 2017. Op dit toernooi sleepte hij de zilveren medaille in de wacht op de super-G, op de afdaling eindigde hij op de vierde plaats. Tijdens de Olympische Winterspelen van 2018 in Pyeongchang veroverde de Noor de zilveren medaille op de afdaling en de bronzen medaille op de super-G, op de alpine combinatie eindigde hij op de zevende plaats.

## Resultaten

### Olympische Spelen
| Jaar | Plaats      | Resultaten                                                                  |
| ---- | ----------- | --------------------------------------------------------------------------- |
| 2006 | Turijn      | 10e Combinatie DNS2 Reuzenslalom                                            |
| 2010 | Vancouver   | Reuzenslalom · 9e Supercombinatie · 12e Super G · 17e Slalom · 31e Afdaling |
| 2014 | Sotsji      | Super G · Afdaling · 4e Supercombinatie · DNF2 Reuzenslalom                 |
| 2018 | Pyeongchang | Afdaling · 7e Alpine combinatie · Super G · DNF1 Reuzenslalom               |
| 2022 | Peking      | 23e Alpine combinatie DNS Afdaling                                          |

### Wereldkampioenschappen
| Jaar | Plaats                 | Resultaten                                                    |
| ---- | ---------------------- | ------------------------------------------------------------- |
| 2005 | Bormio                 | DNF1 Slalom                                                   |
| 2009 | Val-d'Isère            | 9e Supercombinatie DNF1 Super G DNF1 Reuzenslalom DNF1 Slalom |
| 2011 | Garmisch-Partenkirchen | 5e Reuzenslalom 10e Super-Combinatie DNF1 Slalom DNF1 Super G |
| 2013 | Schladming             | DNF1 Super G                                                  |
| 2015 | Beaver Creek           | Combinatie · 4e Super G · 15e Afdaling                        |
| 2017 | Sankt Moritz           | Super G · 4e Afdaling · DNS2 Alpine combinatie                |
| 2019 | Åre                    | Afdaling · 22e Super G                                        |
| 2021 | Cortina d'Ampezzo      | 8e Afdaling 12e Super G DNS2 Alpine combinatie                |

### Wereldbeker
Eindklasseringen
| Seizoen   | Algm   | AD     | SL  | RS  | SG     | SC     |
| --------- | ------ | ------ | --- | --- | ------ | ------ |
| 2003/2004 | 140e   | -      | -   | 53e | -      | -      |
| 2004/2005 | 98e    | -      | 58e | 39e | -      | -      |
| 2005/2006 | 43e    | -      | 21e | 46e | -      | 15e    |
| 2007/2008 | 111e   | -      | 53e | 47e | -      | -      |
| 2008/2009 | 34e    | -      | -   | 9e  | 40e    | -      |
| 2009/2010 | 17e    | 47e    | -   | 7e  | 28e    | 10e    |
| 2010/2011 | 13e    | 46e    | 41e | 4e  | 27e    | Brons  |
| 2011/2012 | 8e     | 19e    | 49e | 9e  | 4e     | 7e     |
| 2012/2013 | 13e    | 10e    | -   | 21e | 8e     | 11e    |
| 2013/2014 | 6e     | 4e     | -   | 29e | Zilver | 13e    |
| 2014/2015 | Zilver | Goud   | -   | 19e | Goud   | 18e    |
| 2015/2016 | 4e     | 4e     | 33e | 20e | Zilver | Brons  |
| 2016/2017 | Zilver | Zilver | -   | 24e | Goud   | 21e    |
| 2017/2018 | 4e     | 7e     | 43e | 45e | Goud   | Zilver |
| 2018/2019 | 13e    | 13e    | -   | 35e | 4e     | 14e    |
| 2019/2020 | 8e     | 9e     | -   | -   | 5e     | 7e     |
| 2020/2021 | 31e    | 20e    | -   | -   | 7e     |        |
| 2021/2022 | 110e   | 47e    | -   | -   | 40e    |        |

Wereldbekerzeges
| Nr | Datum            | Plaats                     | Onderdeel            |
| -- | ---------------- | -------------------------- | -------------------- |
| 01 | 4 maart 2012     | Kvitfjell                  | Super G              |
| 02 | 28 februari 2014 | Kvitfjell                  | Afdaling             |
| 03 | 2 maart 2014     | Kvitfjell                  | Super G              |
| 04 | 29 november 2014 | Lake Louise                | Afdaling             |
| 05 | 30 november 2014 | Lake Louise                | Super G              |
| 06 | 5 december 2014  | Beaver Creek               | Afdaling             |
| 07 | 20 december 2014 | Val Gardena                | Super G              |
| 08 | 24 januari 2015  | Kitzbühel                  | Afdaling             |
| 09 | 8 maart 2015     | Kvitfjell                  | Super G              |
| 10 | 18 maart 2015    | Méribel                    | Afdaling             |
| 11 | 21 december 2015 | Alta Badia                 | Parallelreuzenslalom |
| 12 | 15 januari 2016  | Wengen                     | Supercombinatie      |
| 13 | 6 februari 2016  | Jeongseon                  | Afdaling             |
| 14 | 13 maart 2016    | Kvitfjell                  | Super G              |
| 15 | 2 december 2016  | Val-d'Isère                | Super G              |
| 16 | 3 december 2016  | Val-d'Isère                | Afdaling             |
| 17 | 17 december 2016 | Val Gardena                | Super G              |
| 18 | 27 december 2016 | Santa Caterina di Valfurva | Super G              |
| 19 | 25 februari 2017 | Kvitfjell                  | Afdaling             |
| 20 | 26 november 2017 | Lake Louise                | Super G              |
| 21 | 11 maart 2018    | Kvitfjell                  | Super G              |
| 22 | 25 november 2018 | Lake Louise                | Super G              |
| 23 | 24 januari 2020  | Kitzbühel                  | Super G              |